# Gisenyi
Gisenyi a Kivu-tó mellett fekvő város, üdülőhely Ruandában. Homokos strandja alkalmas a vízi sportokra. A városnak van egy sörfőzdéje. A ruandai népirtás idején az ideiglenes kormány székhelye Gisenyi volt. Látható innen északnyugat felé a Nyiragongo hegy 3470 m magas csúcsa. A vulkán utoljára 2002-ben tört ki.
A vízparton való fürdőzés és napozás ingyenes, de nem veszélytelen, erről érdemes a helyi lakosság felől érdeklődni. A felszín alól időnként mérges vulkanikus gázok törnek elő, és a vízben a  bilharziózis fertőzés veszélye is fennáll. 

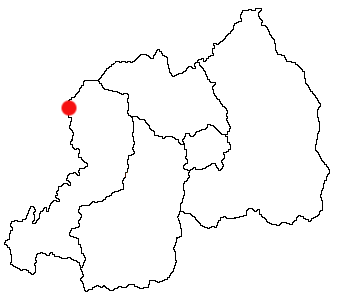
Gisenyi elhelyezkedése

Földrajzi koordinátái: d. sz. 1° 41′ 22″, k. h. 29° 15′ 08″1.689444°S 29.252222°E
1. ↑  https://statistics.gov.rw/file/2907/download?token=i09m0Bly pp. 72